# Остја Пармензе (Парма)
Остја Пармензе је насеље у Италији у округу Парма, региону Емилија-Ромања.
Према процени из 2011. у насељу је живело 83 становника. Насеље се налази на надморској висини од 364 м.